# 杜迁
杜迁是小说《水浒传》中的人物，外號「摸着天」，在小說第十一回中因柴進向林沖介紹梁山泊而首次被提及，是梁山泊早期的二头领，与杜遷同時是沒落的秀才白衣秀士王伦同上梁山落草，是最早上梁山的人，後來於大聚義後司職步軍將校，坐上第八十三把交椅。在《水浒传》中着墨不多。在宋代的水浒故事中还没有杜迁这个人物，最早有记载这个人物的是《大宋宣和遗事》。

## 绰号
在《大宋宣和遗事》中，杜迁的名字是“摸着云杜千”，在《水浒传》中绰号则变成了“摸着天”。水浒连环画和电视剧中都据此将杜迁的设定为一个高个子的形象。也有人认为其“摸着云”的绰号出自《后汉书·后纪》中邓皇后做梦的故事。邓皇后小时做梦梦见“扪天荡荡，正青若有钟乳状”，相者说这是大富大贵之相。其父曾修河救过上千人性命。《水浒传》中的杜迁的绰号“摸着天”即取意“扪天”，表示希望大富大贵。《大宋宣和遗事》中称为“杜千”，则取意于该典故中救活千人的事迹。而杜迁的高个形象也与邓皇后的身长“七尺二寸”相一致。

## 經歷

### 現身
杜遷首次在水滸傳中出現乃於柴進引荐林沖到梁山泊時。當時林沖殺了陸謙等一票滄州官吏後投靠柴進，柴進引薦林沖投梁山泊，並介紹王倫、杜遷和宋萬三人予林沖。
後來林沖上梁山，見過杜遷等人。杜遷等人都禮待林沖，唯獨王倫妒賢忌能，恐林沖與他爭位，就要林沖投身他處。杜遷等人覺得不妥，認為應該收留林沖。一番舌辯後，王倫要林沖殺山下一人，以人頭作投名狀。林沖只得答應。
但林沖在山下等了兩天，都杳無人蹟，不見有人經過，正待放棄，卻忽見到楊志。二人相鬥半晌不分勝負，杜遷等人就立刻前來制止。王倫心生一計，想招攬楊志與林沖抗衡，但楊志堅持不肯上山。王倫沒法子，在杜遷等人勸告下只得收留林沖。

### 梁山重組
當時晁蓋、吳用、劉唐、阮小二、阮小五、阮小七、公孫勝和白勝八人劫生辰綱之後被官府通緝，只得逃上梁山求王倫收留。之前一個林沖已讓王倫心驚肉跳，這次來一大票能人異士直接讓王倫嚇破膽，完全不理杜遷等人勸告要他們離開，林沖聽後覺得王倫心胸狹窄對其不滿，看出林沖不爽的吳用立馬搧風點火刺激林沖爆發，林沖大罵王倫並提起尖刀指着他，杜遷想勸阻卻被晁盖等人攔着，王倫便被林沖一刀殺死。
於是晁盖被推作梁山泊首領，本要杜遷坐第五、六位，但杜遷心知自己不論武藝或才智在這幫狠角色前根本平庸到不值一提，便主动謙讓座次，自己坐上第九把交椅。之後他參與多次行動，立功不少，其中呼延灼攻梁山时，杜迁便与刘唐活捉了韩滔。

### 征方腊
杜遷在與梁山泊餘下一百零七人受招安后，便參與征討辽国、田虎、王庆和方腊的戰事，其中頗立有功，但在随宋江智取清溪洞一役中被乱马踏死，成為一百單八將中最後一批戰死者，之後追封为义节郎，結束了在水滸傳中的故事。

## 評價
由於杜迁上梁山的時間最早，卻沒有立下多少功勞，水滸評者長期都對他的座次發起議論，其中作家彭匈便對杜迁評價：「那杜迁、宋萬兩個是最早上梁山的，自王倫時已是頭領，卻排到第八十二、三，可見除長得高些外沒多大本事，最後兩位都在打方臘時被亂軍馬踏身亡——連逃跑都不夠快」。

## 影视形象
- 1983年山东版《水浒》：胡朝风
- 1998年央视版《水浒传》：钱卫东
- 2011年版《水浒传》：高照
- 2012年电影《小旋风柴进》：张旭
- 2013年版《武松》：全玉东